# メドフォード駅
メドフォード駅（英: Medford）とはニューヨーク州メドフォードという村落にあるロングアイランド鉄道の本線（グリーンポート支線）の駅である。メドフォード駅はニューヨーク州道112号線のうちペコニック・アベニューとロングアイランド・アベニューに挟まれた区間にある。その車道は以前はオハイオ・アベニューが2007年にペコニック・アベニューの北で閉鎖されるまでオハイオ・アベニューの交差点と接続していた。オレゴン・アベニューの北端からもアクセスできるが、メドフォード消防署が実地訓練 (drills) やその他の練習 (exercises) のために定期的にオレゴン・アベニューの連絡道路を封鎖する。

## 歴史
メドフォード駅は当初、本線がヤップハンク駅の東の旧カーマンズ・リバー駅で終端となった際に、1844年6月26日に開業した。1863年8月20日、その駅は全焼したが1889年まで再建されることはなかった。このバージョンはロングアイランド鉄道 (LIRR) で最も危険な踏切の1つと考えられたNY 112との踏切付近にあった2階建ての建物である。橋を求める声は1920年代と1930年代の間ずっと無視された。政府職員の親類が1940年にその踏切で死亡したときにのみ、州道112号線を越える橋を建設するあらゆる努力があった。線路が高架化された時、駅は旅客待合室を最上階に、REA Express の貨物駅を地上の駐車場付近に有する築堤沿いにある2階建ての駅舎として再建された。隙間が少ない (low clearance) 12フィート9インチのニューヨーク州道112号線を横断する橋は2線用に設計されたが、2本目の線路は1960年代初頭に断念された。その駅舎は1958年に閉鎖され、1階は塞がれ、2階は1964年に取り壊されホコリで埋めつくされた。小さい木造の待合所が1988年にプラットホームに追加され、その後プレキシガラスのものに置き換えられた。
1990年代後期にはその駅は、乗降に高床のプラットホームを必要とする、新しく保有車両となったダブルデッカーの客車のため、および将来の同線の電化のために再度再建された。再建の中で、かつての地平のプラットホームが高架化され、同時に新しい階段や駐車場からの車椅子アクセスランプを有するようになり、小さな待合所がプラットホームと同じ高さに建設された。メドフォード駅の駐車場は無料で無制限であり、他の多くのLIRRの駅での状況と明確な対照にある。
貨物支線が線路の築堤に沿って駐車場の中に存在する。これはすぐ近くの建築製品の工場のために建設され、LIRRがこの街を通り過ぎてからメドフォードにある多数の支線 (spurs) および側線の1つである。ホルツヴィル駅が1998年3月16日に閉鎖された時、ホルツヴィルからの通勤者はメドフォードとロンコンコマの両駅を使用するように助言されたが、より多くがロンコンコマを利用している。また、その駅はアメリカ同時多発テロ事件による犠牲者への記念碑も含む。

## LIRRの2番目の展示圃場
ウェイディング・リバー支線でのロングアイランド鉄道の展示圃場 (Long Island Rail Road Demonstration Farm) の成功により、2番目の展示圃場が1907年から1927年の間メドフォードの東に開業した。この場所はメドフォード繁栄農場 (Medford Prosperity Farm) としても知られており、農場の敷地の残りはロングアイランド・アベニューを跨ぐホース・ブロック・ロード (Horse Block Road) の橋付近に見ることができる。セオドア・ルーズベルト元大統領は彼の1910年のホイッスル・ストップ・ツアー（鉄道による地方遊説）でその農場を訪れた。

## 駅構造
| 1 | ■グリーンポート支線 | ロンコンコマ方面 （終点）           |  |
| 1 | ■グリーンポート支線 | グリーンポート方面 （ヤップハンク） |  |

この駅は線路の南側に高床の単式ホームを1面有し、有効長は1両半である。上記の側線を除き、本線はこの場所に1線を有する。

## ギャラリー

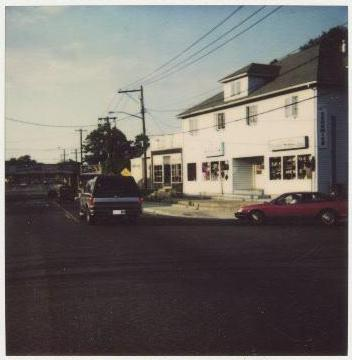
1940年に建設されたLIRRの橋付近にあるニューヨーク州道112号線（英語版）。1986-1994年撮影。
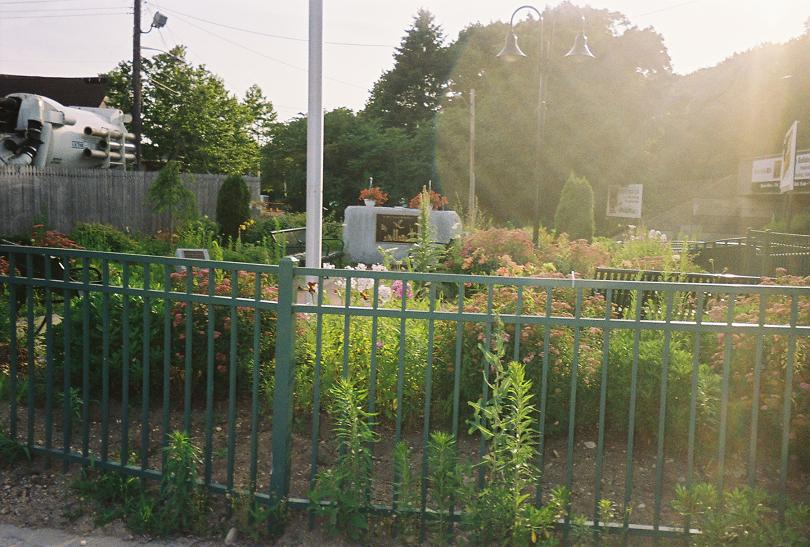
メドフォード駅のアメリカ同時多発テロ事件の記念庭園。
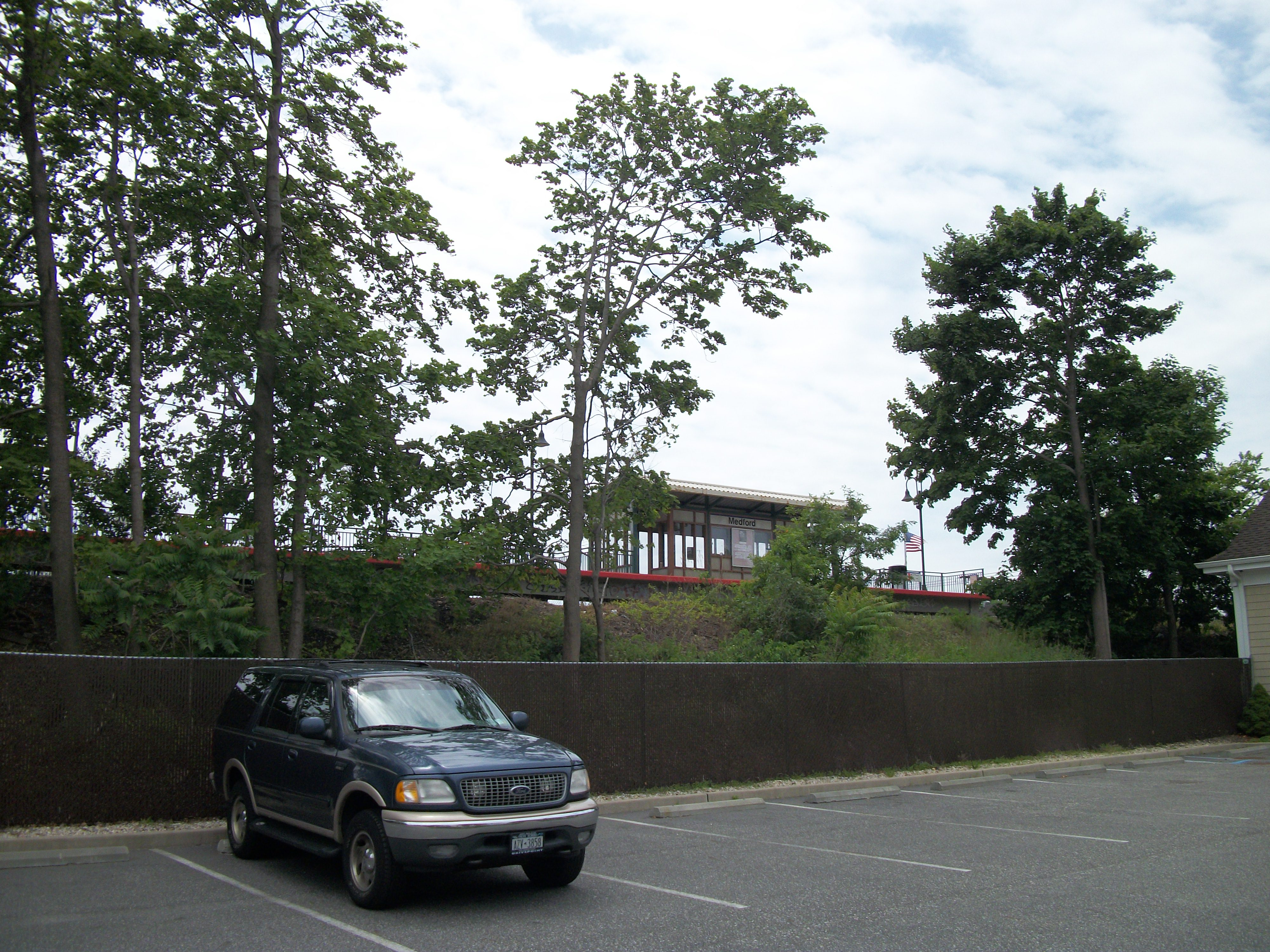
線路の北側にあるロングアイランド・アベニューから見たメドフォード駅。